# Talaia da Cabeça Magra
La Talaia da Cabeça Magra (talaia del cap prim, en català), també anomenada Talaia Magra, és una torre de guaita medieval associada al sistema de defensa centrat en el Castell de Moura, al municipi de Moura, al Baixo Alentejo, Portugal, i en relació amb les desaparegudes torres de guaita de Porto Mourão, Cabeça Gorda i Alvarinho, aquestes de planta quadrangular. És l'única supervivent de les quatre torres de vigilància que formaven la línia defensiva de la zona fronterera formada per les comarques de l'Alentejo de Moura, Aroche i Encinasola. Situada a 2 km de Moura, tenia la finalitat d'avisar els habitants del castell dels atacs procedents de Castella. Està catalogada com a Immoble d'Interès Públic per Decret nº 1 de 3.1.1986.
Construïda probablement al segle xiii, de planta circular senzilla, amb 4 m de diàmetre i 12 m d'alçada. L'accés es fa per una porta d'arc a 1,10 m del terra, pel costat sud; obertures quadrangulars a la part superior, amb el mur en ruïnes a la banda oest.A l'interior es veuen dos pisos, el primer cobert per una volta de pedra, el segon sense coberta i amb el mur exterior parcialment arruïnat; una escala de cargol, de pedra, estableix comunicació amb la part superior. Petita fita geodèsica al cim de la torre.